# 1. březen
1. březen je 60. den roku podle gregoriánského kalendáře (61. v přestupném roce). Do konce roku zbývá 305 dní. Svátek slaví Bedřich a Bedřiška.
1. březen je jedním z dnů používaných v historii jako začátek kalendářního roku. Za začátek roku platil tento den ve starém Římě před opravou kalendáře Juliem Caesarem (45 př. n. l.) – proto má září latinský název september (tedy „sedmý“ měsíc), ačkoliv je měsícem devátým. Tento počátek roku užívali i první křesťané (v Galii až do 8. století). 1. březen platil za počátek roku také v republice benátské, a to až do jejího pádu v roce 1797 (za Napoleona I.).

## Události

### Česko
- 1453 – Ve vesnici Kunvald na česko-moravských hranicích vzniklo druhé nejstarší protestantské hnutí Moravští bratři (Unitas Fratrum).
- 1763 – Z iniciativy Václava Antonína Kounice byla v Čechách reorganizována zemská správa. Místo Královské reprezentace a komory bylo zřízeno zemské gubernium. Na Moravě byla stejná reorganizace provedena 15. prosince 1764.
- 1785 – V pražském Klementinu byla naměřena teplota −27,6 °C, vůbec nejnižší teplota během měření v období 1775–2019.
- 1853
  - V Praze vzniká sdružení průmyslníků Jednota k povzbuzení průmyslu v Čechách, sdružení na podporu průmyslu a živností v českých zemích.
  - Národní spolek sv. Cyrila a Metoděje přijal na svém valném shromáždění usnesení o změně názvu na Matici moravskou.
- 1950 – V Československu bylo provedeno sčítání lidu.
- 1955 – Byla vyhlášena nejstarší chráněná krajinná oblast v České republice – CHKO Český ráj.
- 2003 – Po náročných opravách zprovozněny stanice Národní třída a Náměstí Republiky.
- 2008 – Česko zasáhl orkán Emma.
- 2020 – V Ústí nad Labem se objevily první 3 případy onemocnění covid-19 v Česku.

### Svět
- 0001 př. n. l. – V Římě se začal používat upravený Juliánský kalendář.
- 1420 – 206. papež Martin V. vyhlásil křižácké tažení proti husitům..
- 1562 – Muži vévody de Guise přepadli hugenotskou bohoslužbu ve Wassy, zemřelo něco přes dvacet hugenotů a asi 130 jich bylo zraněno.
- 1815 – Po útěku z Elby se vylodil bývalý francouzský císař Napoleon Bonaparte v zátoce Juan u Cannes.
- 1867 – Nebraska se stává 37. státem USA.
- 1870 – Paraguayská válka: smrtí paraguayského diktátora Francisca Solano Lópeze v bitvě u Cerro Corá končí šestiletý konfilkt mezi Paraguayí a aliancí Brazílie, Argentiny a Uruguaye.
- 1872 – Byl vyhlášen Yellowstonský národní park, nejstarší národní park na světě známý především pro divočinu a řadu geotermálních úkazů, zejména pak gejzír Old Faithful
- 1896 – Střetla se vojska Etiopie a Itálie v rámci první italsko-etiopské války v bitvě u Awdy.
- 1901 – Vznik Australské armády.
- 1920
  - Vznik novodobého Maďarského království, pod vedením Miklóse Horthyho.
  - Slovenské národní divadlo slavnostně zahájilo svoji činnost operou Bedřicha Smetany Hubička.
- 1932 – Ve věku dvaceti měsíců byl unesen prvorozený syn Charles III. Charlese Lindbergha ml., amerického letce známého především prvním sólovým přeletem Atlantského oceánu v roce 1927.
- 1947 – Mezinárodní měnový fond zahájil finanční operace.
- 1950
  - Klaus Fuchs, usvědčený ze špionáže pro SSSR, byl odsouzen k 14 letům káznice.
  - Čankajšek byl opět zvolen prezidentem Tchaj-wanu.
- 1954 – USA odpálily vodíkovou bombu Bravo v Mikronésii. Exploze v oblasti bikinského atolu na první pohled smazala z povrchu všechny okolní korálové ostrovy.
- 1992 – Muslimové a Chorvati se v referendu vyjádřili pro nezávislost Bosny.
- 2005 – Nejvyšší soud USA rozhodl, že popravy osob, které v době spáchání trestného činu byly mladší než 18 let, jsou protiústavní. Soud toto usnesení schválil nejtěsnějším poměrem hlasů 5:4.

## Narození

### Česko

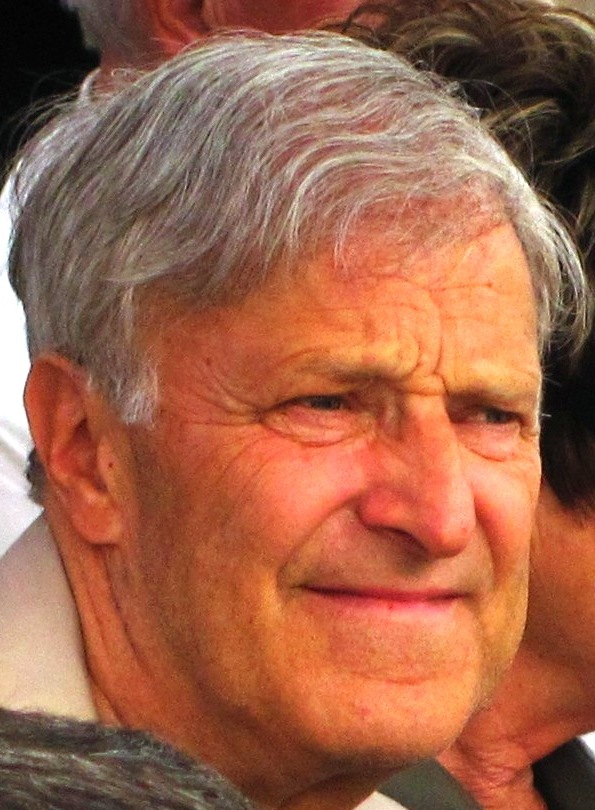
Jan Kodeš (* 1946)

- 1709 – Josef Antonín Gurecký, český hudební skladatel a houslista († 27. března 1769)
- 1711 – Franz Kohl, barokní sochař († 1766)
- 1785 – Albín Heinrich, mineralog, historik a pedagog († 5. dubna 1864)
- 1848 – Jan Váňa, český filolog a satirický básník († 17. května 1915)
- 1864 – Jan Nevěřil, děkan teologické fakulty v Olomouci († 9. března 1940)
- 1868 – Žofie Chotková, česká šlechtična († 28. června 1914)
- 1875 – František Černý, varhaník a hudební skladatel († 6. května 1958)
- 1880 – Johann Platzer, československý politik německé národnosti († 19. července 1946)
- 1883 – Jaroslav Kovář starší, český architekt († 24. května 1961)
- 1885 – Jindřich Praveček, pedagog, dirigent a skladatel († 11. února 1969)
- 1888 – Karel Hrdlička, významná osobnost československého automobilového průmyslu († 7. prosince 1979)
- 1897 – Antonín Lhoták, český sochař a medailér († 7. srpna 1975)
- 1903 – Bohumil Durdis, vzpěrač († 16. března 1983)
- 1904 – Mirko Očadlík, hudební vědec († 26. června 1964)
- 1907 – Antonín Vodička, český fotbalista († 9. srpna 1975)
- 1909 – Josef Vachek, lingvista († 31. března 1996)
- 1911 – Engelmar Hubert Unzeitig, sudetský kněz a řeholník, odpůrce nacismu († 2. března 1945)
- 1913 – Bedřich Koula, studentský funkcionář popravený nacisty († 17. listopadu 1939)
- 1917 – Josef Beneš, etnograf a muzeolog († 2. října 2005)
- 1922 – Libuše Řídelová, česká herečka a pedagožka († 6. února 2009)
- 1923 – Jiří Fried, spisovatel († 13. září 1999)
- 1925 – Emanuel Vlček, český paleoantropolog, lékař a profesor Anatomického ústavu († 24. října 2006)
- 1928
  - Václav Snítil, český houslista († 19. července 2015)
  - Jan Fojtík, český novinář a politik († 8. září 2024)
- 1929 – Dagmar Pistorová, herečka († 6. září 1989)
- 1932
  - Jiří Platenka, fotograf († 1. února 1999)
  - Miloš Smetana, český scenárista a dramaturg († 20. září 2009)
- 1936 – Václav Sloup, herec († 19. července 2014)
- 1937 – Václav Wolf, český katolický kněz
- 1939
  - Eva Oubramová, básnířka, spisovatelka a žurnalistka († 21. června 1997)
  - Ivan Kraus, český spisovatel, herec a loutkoherec
  - Jiří Pavlík, malíř, ilustrátor a grafik († 3. května 1993)
- 1942 – Antonín Sochor, český matematik, logik a politik († 17. května 2008)
- 1943 – Milan Pitlach, český architekt a fotograf
- 1944
  - Václav Aulický, architekt a vysokoškolský profesor
  - Václav Roubíček, rektor Vysoké školy báňské a politik († 14. července 2010)
- 1946 – Jan Kodeš, český tenista
- 1950
  - Karel Rechlík, český výtvarník, grafik a výtvarný teoretik
  - Lubomír Voleník, první prezident Nejvyššího kontrolního úřadu († 5. června 2003)
- 1951 – Zdeněk Rygel, československý fotbalista a reprezentant
- 1955 – Petr Gratias, spisovatel, hudebník a hudební publicista
- 1963 – Hana Heřmánková, česká moderátorka
- 1968 – Jana Janatová, česká dětská herečka, tanečnice
- 1973 – Lenka Bradáčová, státní zástupkyně
- 1992 – Martin Sladký, fotbalista
- 1993 – Michal Desenský, atlet, sprinter

### Svět

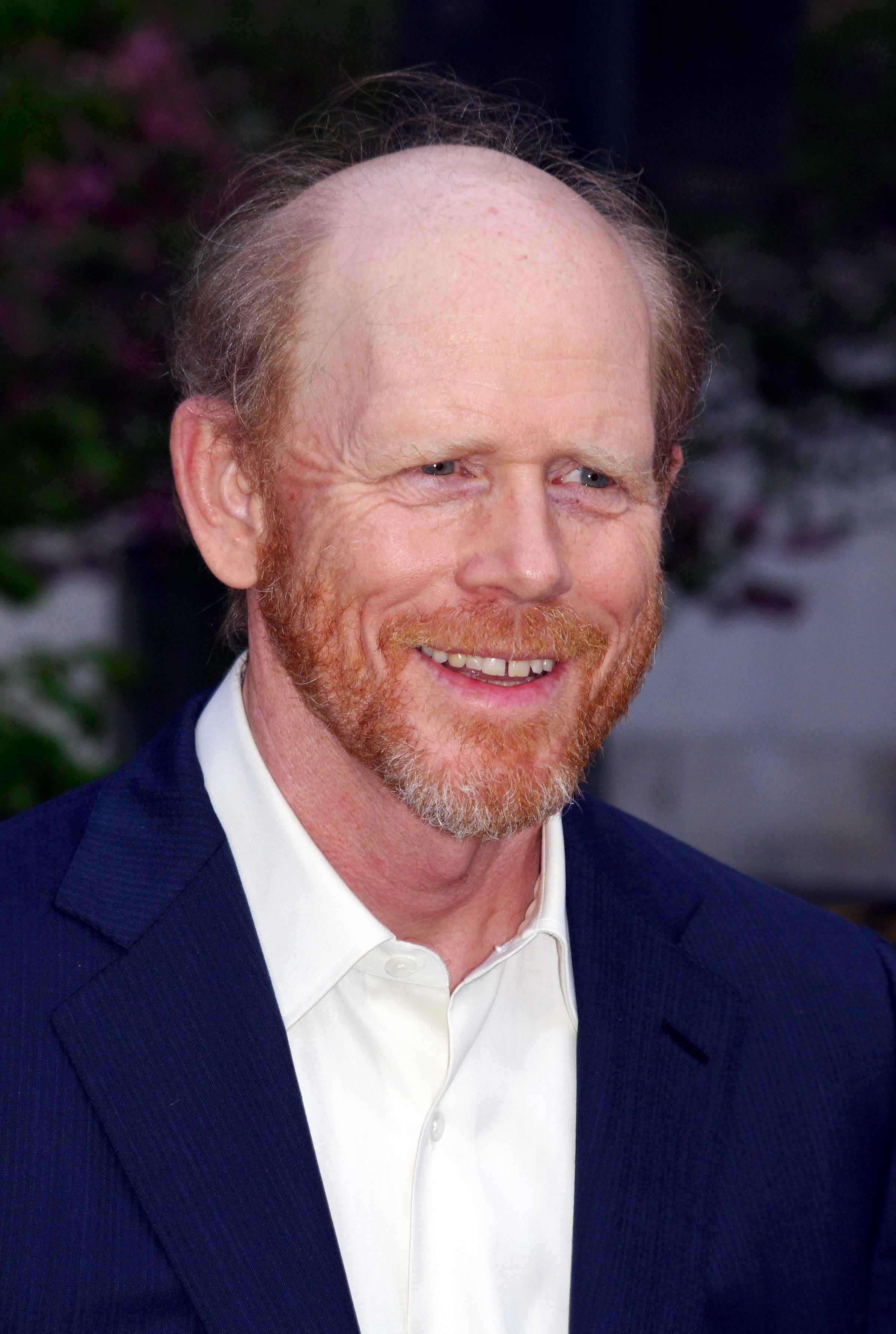
Ron Howard (* 1954)

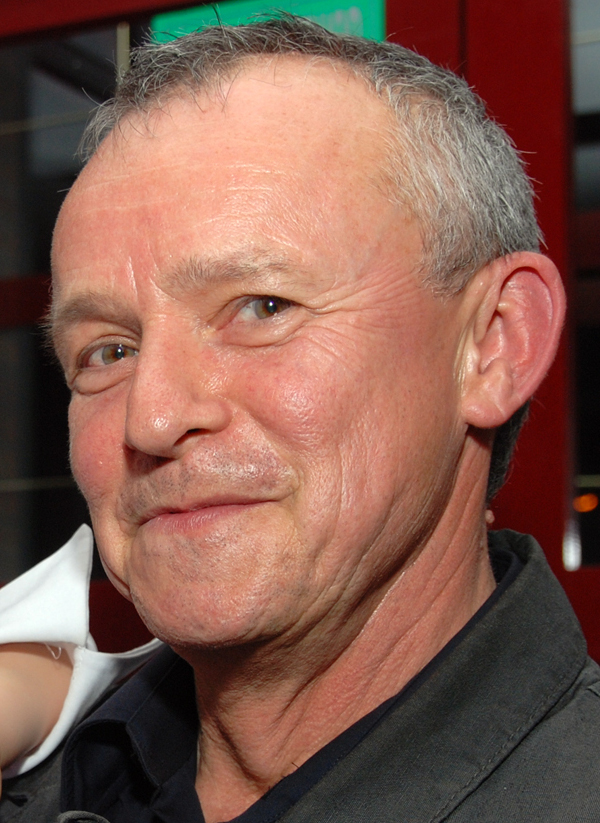
Juraj Nvota (* 1954)

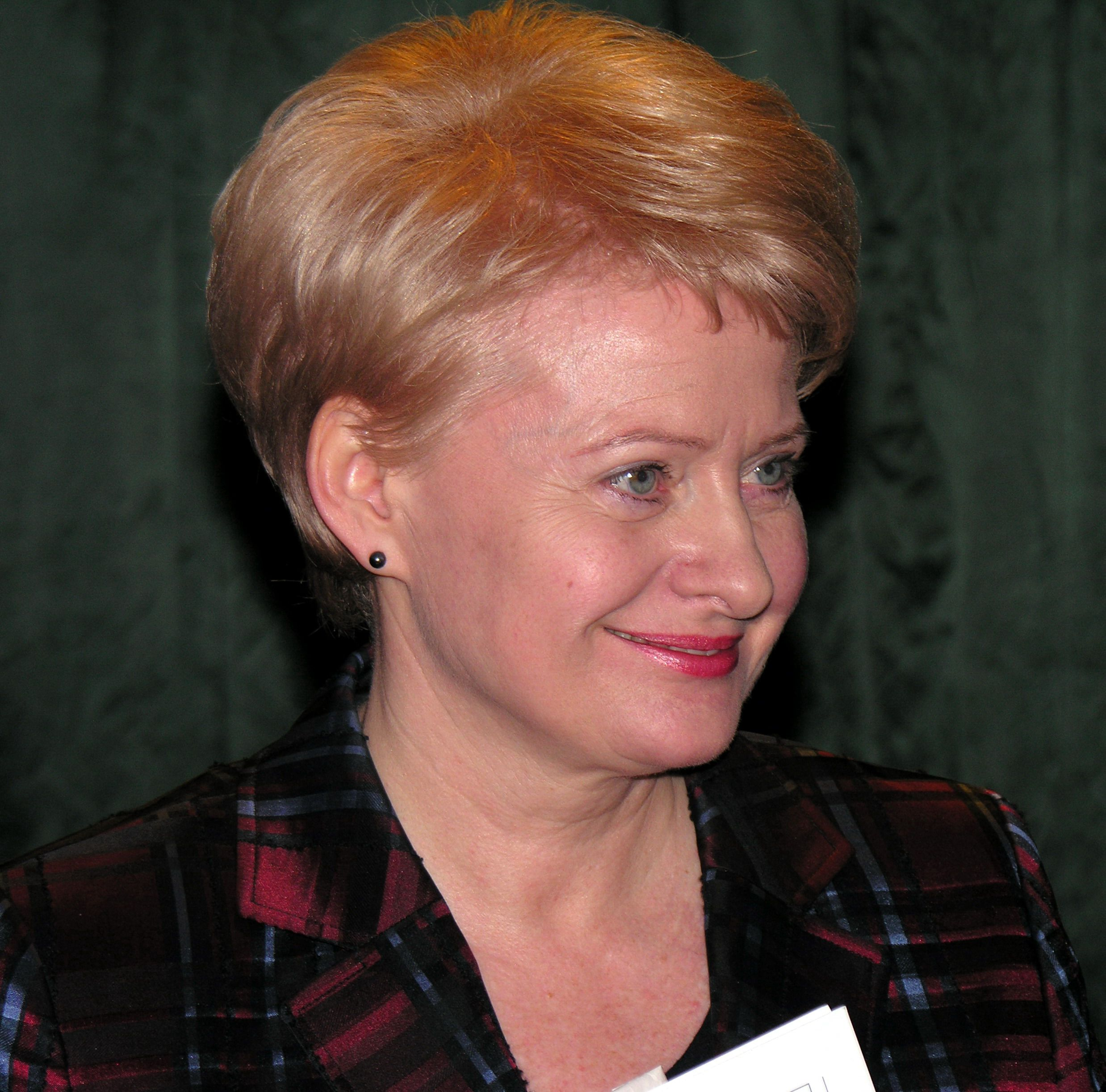
Dalia Grybauskaitė (* 1956)

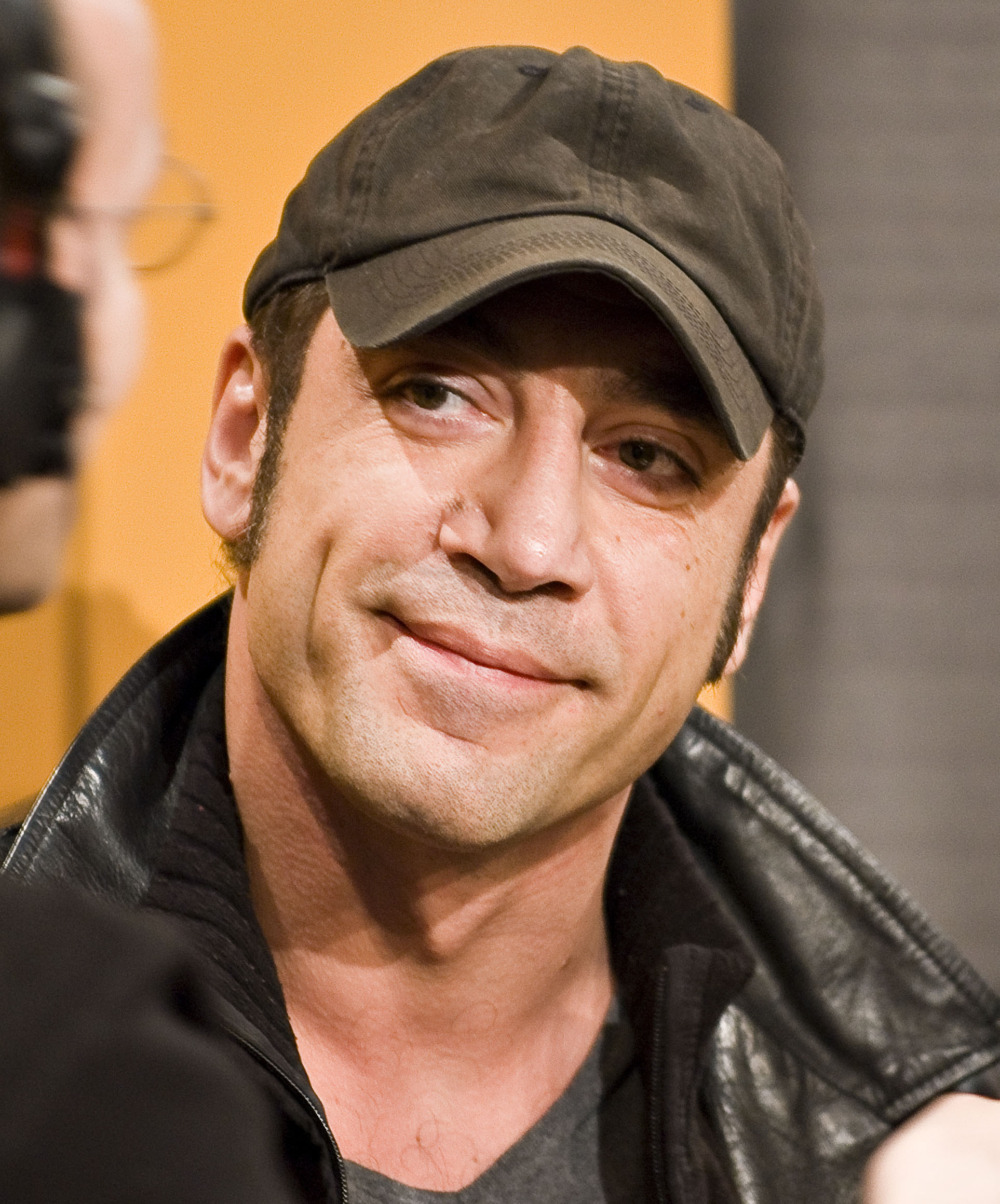
Javier Bardem (* 1969)

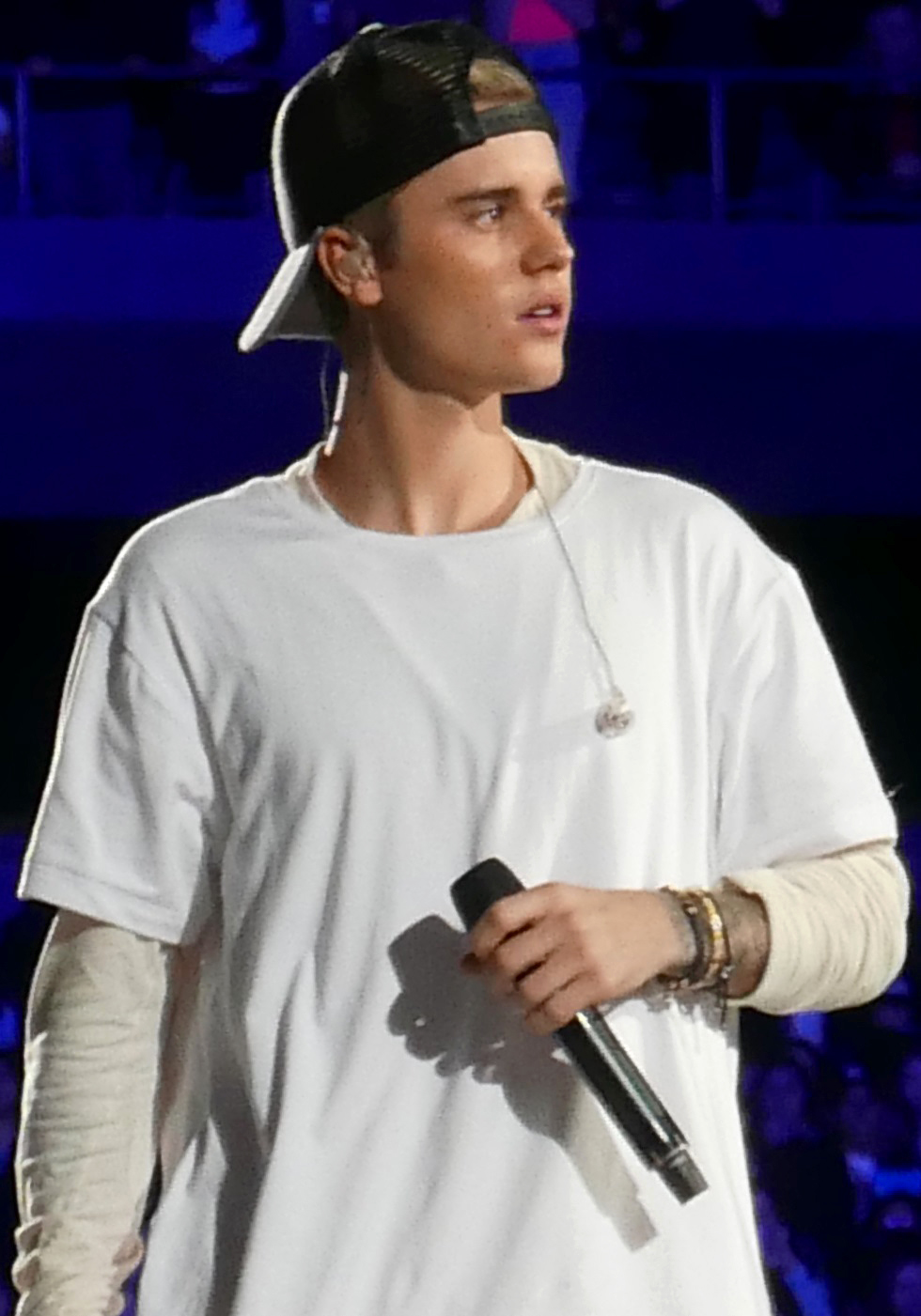
Justin Bieber (* 1994)

- 1105 – Alfons VII. Kastilský, král Leónu a Kastílie a hraběte barcelonský († 21. srpna 1157)
- 1320 – Ajurbarwada, čtvrtý císař říše Jüan a sedmý veliký chán mongolské říše (* 9. dubna 1285)
- 1389 – Antonín Florentský, dominikánský mnich, florentský arcibiskup († 2. května 1459)
- 1432 – Isabela de Coimbra, portugalská královna († 2. prosince 1455)
- 1444 – Sandro Botticelli, italský renesanční malíř († 17. května 1510)
- 1456 – Vladislav Jagellonský, český a uherský král z dynastie Jagellonců († 13. března 1516)
- 1616 – Maurizio Cazzati, italský hudební skladatel († 28. září 1678)
- 1683 – Karolina z Ansbachu, manželka britského krále Jiřího II. († 20. listopadu 1737)
- 1691 – Conrad Beissel, německý mystik († 6. března 1768)
- 1786 – Franz von Pillersdorf, rakouský státník († 22. února 1862)
- 1788 – Gheorghe Asachi, rumunský spisovatel, malíř a historik († 12. listopadu 1869)
- 1798 – Marie Klementina Habsbursko-Lotrinská, dcera císaře Františka I. († 3. září 1881)
- 1804 – Franz Hanfstaengl, německý malíř a fotograf († 18. dubna 1877)
- 1810 – Frédéric Chopin, polský skladatel a pianista († 17. října 1849)
- 1814 – Francis Fletcher, osadník v americkém státě Oregon († 7. října 1871)
- 1819 – François-Marie-Benjamin Richard, arcibiskup pařížský a kardinál († 28. ledna 1908)
- 1826 – Blahoslavený Jan Křtitel Mazzucconi, italský misionář († září 1855)
- 1837 – Ion Creangă, rumunský spisovatel († 31. prosince 1889)
- 1838 – Svatý Gabriel Possenti od Panny Marie Bolestné, patron mládeže († 27. února 1862)
- 1841 – Luigi Luzzatti, italský premiér († 29. března 1927)
- 1846
  - Eugen Ruffínyi, objevitel Dobšinské ledové jeskyně († 13. ledna 1924)
  - Vasilij Vasiljevič Dokučajev, ruský pedogeograf, pedolog a geolog († 8. listopadu 1903)
- 1858 – Georg Simmel, německý filozof a sociolog († 28. září 1918)
- 1863 – Fjodor Sologub, ruský symbolistický a dekadentní básník, dramatik a spisovatel († 5. prosince 1927)
- 1868 – Žofie Chotková, manželka rakouského následníka trůnu Františka Ferdinanda d'Este († 28. června 1914)
- 1869 – Pietro Canonica, italský sochař († 8. června 1959)
- 1876
  - Henri de Baillet-Latour, belgický šlechtic, předseda Mezinárodního olympijského výboru († 6. ledna 1942)
  - Elsa Württemberská, princezna ze Schaumburg-Lippe († 27. května 1936)
  - Arthur Ruppin, izraelský sociolog a politik († 1. ledna 1943)
- 1879 – Aleksandar Stambolijski, premiér Bulharska († 14. června 1923)
- 1886 – Oskar Kokoschka, rakouský malíř, spisovatel a dramatik († 22. února 1980)
- 1890 – Jan Duiker, nizozemský architekt († 23. února 1935)
- 1891 – Alfons Maria Mazurek, polský katolický kněz, mučedník, blahoslavený († 28. srpna 1944)
- 1897 – Shoghi Effendi, strážce víry Baha'i († 4. listopadu 1957)
- 1899
  - Zalman Aran, ministr v izraelské vládě († 6. září 1970)
  - Erich von dem Bach-Zelewski, nacistický generál, válečný zločinec († 8. března 1972)
- 1904 – Glenn Miller, americký jazzový skladatel a šéf big bandu swingové éry († 1944)
- 1905 – Emmanuel Mounier, francouzský katolický publicista a filosof († 23. března 1950)
- 1906 – Milutin Ivković, jugoslávský fotbalový reprezentant († 23. května 1943)
- 1908 – Gustav René Hocke, německý žurnalista, historik kultury († 14. července 1985)
- 1910
  - Archer John Porter Martin, britský chemik, Nobelova cena za chemii 1952 († 28. července 2002)
  - David Niven, britský herec a voják († 29. července 1983)
- 1914 – Ralph Ellison, americký spisovatel († 16. dubna 1994)
- 1919
  - João Goulart, brazilský prezident († 6. prosince 1976)
  - Reginald Sprigg, australský geolog a paleontolog († 2. prosince 1994)
- 1920 – Simon Ignatius Pimenta, indický kardinál, arcibiskup Bombaje († 19. července 2013)
- 1922 – Jicchak Rabin, izraelský politik († 4. listopadu 1995)
- 1923 – Vladimir Natanovič Gelfand, ukrajinský spisovatel († 25. listopadu 1983)
- 1924 – Donald Slayton, astronaut USA († 13. června 1993)
- 1925 – Alexandre do Nascimento, angolský kardinál
- 1927
  - Harry Belafonte, americký zpěvák († 25. dubna 2023)
  - Claude Gensac, francouzská herečka († 27. prosince 2016)
  - George Ogden Abell, americký astronom († 7. října 1983)
  - Ivan Krivosudský, slovenský herec († 4. prosince 2010)
  - Robert Bork, americký teoretik práva a soudce († 19. listopadu 2012)
- 1928 – Jacques Rivette, francouzský filmový režisér a herec († 29. ledna 2016)
- 1929 – Georgi Markov, bulharský spisovatel zavražděný bulharskou tajnou službou († 10. září 1978)
- 1930 – Benny Powell, americký jazzový pozounista († 26. června 2010)
- 1931 – Lamberto Dini, premiér Itálie
- 1933 – Gerry Bron, britský hudební producent a manažer hudebních skupin († 19. června 2012)
- 1937 – Jimmy Little, australský hudebník, herec a pedagog († 2. dubna 2012)
- 1939
  - Leo Brouwer, kubánský skladatel, kytarista a dirigent
  - Tzvetan Todorov, francouzsko-bulharský filozof, esejista a literární teoretik († 2. února 2017)
- 1940 – Ralph Towner, americký hudebník
- 1941 – Dietrich Benner, německý pedagog
- 1942 – Michael Giles, britský bubebník
- 1943
  - Franz Hohler, švýcarský spisovatel, kabaretiér a písničkář
  - Akinori Nakajama, japonský gymnasta († 9. března 2025)
- 1944
  - Mike d'Abo, britský zpěvák (Manfred Mann)
  - Roger Daltrey, britský hudebník (The Who)
- 1945 – Wilfried Van Moer, belgický fotbalista († 24. srpna 2021)
- 1946
  - Lana Woodová, americká herečka a producentka
  - Tony Ashton, anglický rockový pianista, klávesista, zpěvák, skladatel († 28. května 2001)
- 1949 – Ray Phillips, britský bubeník
- 1950 – Dave Marsh, americký hudební kritik, spisovatel
- 1951
  - Elliott Sharp, americký multiinstrumentalista
  - Deb Fischerová, americká politička
  - Jurij Lebeděv, sovětský hokejista
- 1953 – Carlos Queiroz, portugalský fotbalový trenér
- 1954
  - Ron Howard, americký režisér, producent a herec
  - Juraj Nvota, slovenský režisér a herec
  - Monika Pflugová, německá rychlobruslařka, olympijská vítězka
- 1955 – Edward Wojtas, polský politik († 10. dubna 2010)
- 1956
  - Dalia Grybauskaitėová, litevská prezidentka
  - Tim Daly, americký herec
- 1957 – Rustam Minnichanov, prezident Tatarstánu
- 1958
  - Bertrand Piccard, švýcarský psychiatr a vzduchoplavec
  - Jelena Vajcechovská, sovětská olympijská vítězka ve skocích do vody
  - Nik Kershaw, anglický zpěvák, skladatel, multiinstrumentalista a producent
- 1959
  - Richard Lowenstein, australský filmař
  - Nick Griffin, britský politik
- 1963
  - Thomas Anders, německý zpěvák (Modern Talking)
  - Ron Francis, kanadský lední hokejista
- 1966 – Zack Snyder, americký režisér, producent a scenárista
- 1967 – George Eads, americký herec
- 1969
  - Javier Bardem, španělský herec
  - Dafydd Ieuan, velšský bubeník
- 1971 – Dick Norman, belgický tenista
- 1973
  - Ryan Peake, kanadský kytarista (Nickelback)
  - Jack Davenport, britský herec
- 1975 – Pablo Lemoine, uruguayský ragbista
- 1977 – Rens Blom, nizozemský atlet, skokan o tyči
- 1978 – Jensen Ackles, americký herec
- 1979
  - Magüi Sernová, španělská tenistka
  - Katrin Zellerová, německá běžkyně na lyžích
- 1982 – Leryn Francová, paraguayská atletka
- 1983 – Lupita Nyong'o, mexická herečka
- 1986 – Ajumu Goromaru, japonský ragbista
- 1987
  - Kesha, americká zpěvačka a hudební skladatelka
  - Emma Twiggová, novozélandská veslařka
- 1989 – Daniele Greco, italský atlet, trojskokan
- 1992 – Tomas Walsh, novozélandský atlet, koulař
- 1993
  - Julia Serrière, francouzská sportovní lezkyně
  - Roman Rees, německý biatlonista
- 1994 – Justin Bieber, americký, kanadský zpěvák, herec, tanečník a skladatel
- 2000 – Niklas Hartweg, švýcarský biatlonista
- 2003 – Max Poole, britský silniční cyklista

## Úmrtí

### Česko
- 1396 – Jan Zhořelecký, braniborský a zhořelecký vévoda, syn Karla IV. (* 22. června 1370)
- 1808 – Wenzel Hocke, severočeský katolický kněz (* 8. ledna 1732)
- 1856 – Josef Arnošt Ryba, český oční lékař (* 22. března 1795)
- 1882 – Antonín Buchtel, český skladatel a sběratel hudebních nástrojů (* 4. května 1804)
- 1899 – Bedřich Havránek, český malíř (* 1. ledna 1821)
- 1914 – Ferdinand Josef Lehner, kněz, pečoval o církevní hudbu, výtvarné umění a památky (* 6. června 1837)
- 1934 – Heinrich Koch, česko-německý fotograf (* 20. srpna 1896)
- 1941 – Oskar Baum, český německy píšící spisovatel (* 21. ledna 1883)
- 1945
  - Oldřich Janko, voják a příslušník výsadku Sulphur (* 26. listopadu 1910)
  - Adolf Horák, československý voják a velitel výsadku Sulphur (* 16. května 1908)
- 1966 – Karel Dostal, český divadelní režisér a herec (* 14. března 1884)
- 1970 – Miroslav Míčko, historik umění, pedagog, výtvarný kritik a překladatel (* 26. března 1912)
- 1971 – František Hrubín, český spisovatel (* 17. září 1910)
- 1974 – František Hák, fotograf (* 27. května 1886)
- 1980 – Anna Ticho, izraelská malířka českého původu (* 27. října 1894)
- 1987 – Vilém Nový, československý politik (* 16. května 1904)
- 1996 – Matej Lúčan, dlouholetý místopředseda vlád ČSSR (* 11. ledna 1928)
- 1997 – Václav Roziňák, československý hokejový reprezentant (* 7. listopadu 1922)
- 2005 – Jiří Trnka, československý fotbalový reprezentant (* 2. prosince 1926)
- 2008 – Eva Tauchenová, herečka (* 8. prosince 1928)
- 2009 – Petr Uruba, český válečný veterán, pilot (* 15. prosince 1916)
- 2010
  - Jarmila Turnovská, česká scenáristka a dramaturgyně (* 11. srpna 1930)
  - Jindřich Valouch, český politik a poslanec (* 31. října 1947)
- 2013 – Irma Němečková, praktická lékařka (* 26. května 1913)
- 2014
  - Zdeněk Hajný, český malíř, grafik a psycholog (* 30. ledna 1942)
  - Vojtěch Hurta, český výtvarník, řezbář (* 25. března 1943)
- 2020 – Jan Vyčítal, český zpěvák a textař (* 8. března 1942)

### Svět

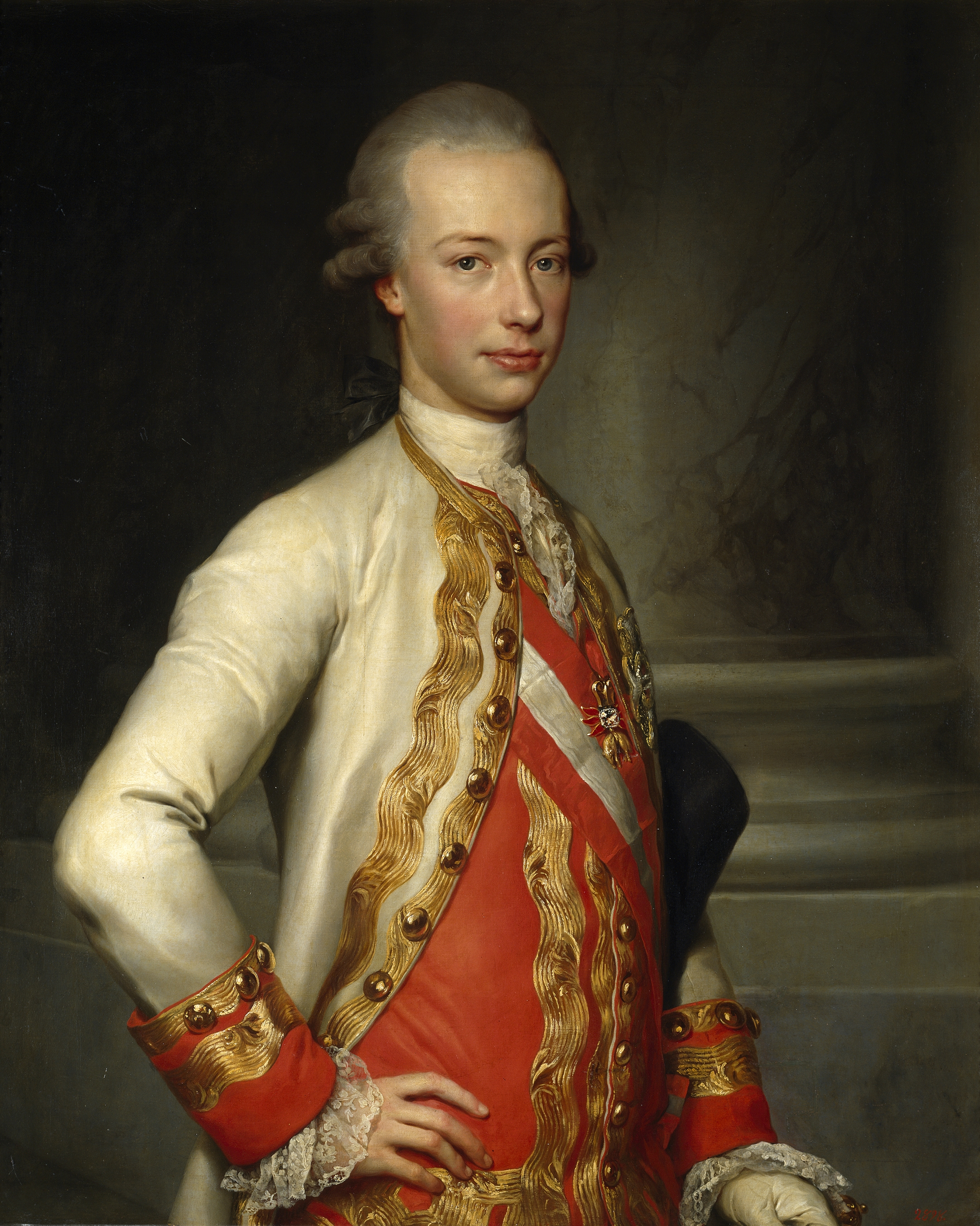
Leopold II. Habsburský († 1792)

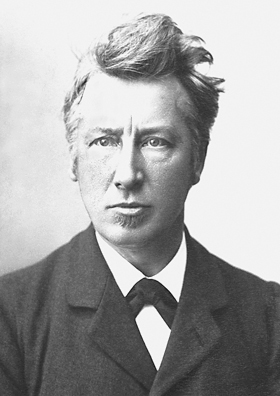
Jacobus Henricus van 't Hoff († 1911)

- 1131 – Štěpán II. Uherský, uherský král (* 1101)
- 1233 – Tomáš I. Savojský, savojský hrabě a pán Piemontu (* 1178)
- 1320 – Ajurbarwada, čtvrtý císař říše Jüan a sedmý veliký chán mongolské říše (* 9. dubna 1285)
- 1510 – Francisco de Almeida, portugalský mořeplavec (* 1450)
- 1633 – George Herbert, velšský básník (* 3. dubna 1593)
- 1643 – Girolamo Frescobaldi, italský hudební skladatel a varhaník (* září 1583)
- 1672 – Marie Tereza Francouzská, francouzská princezna a dcera krále Ludvíka XIV. (* 2. ledna 1667)
- 1697 – Francesco Redi, italský lékař a přírodovědec (* 18. února 1626)
- 1757 – Edward Moore, anglický dramatik (* 1712)
- 1768 – Hermann Samuel Reimarus, německý osvícenský filozof a spisovatel (* 22. prosince 1694)
- 1773 – Luigi Vanvitelli, byl italský architekt a malíř (* 12. května 1700)
- 1777 – Georg Christoph Wagenseil, rakouský hudební skladatel (* 29. ledna 1715)
- 1792 – Leopold II., rakouský císař, král český a uherský (* 5. května 1747)
- 1793 – Abraham Roentgen, německý umělecký truhlář (* 30. ledna 1711)
- 1804 – Karolína Marie Tereza Parmská, princezna parmská a saská (* 22. listopadu 1770)
- 1807 – Nikolaj Rezanov, ruský šlechtic a politik (* 28. března 1764)
- 1809 – Leopoldina ze Šternberka, kněžna z Lichtenštejna (* 11. prosince 1733)
- 1831 – Karolína z Manderscheid-Blankenheimu, kněžna z Lichtenštejna (* 13. listopadu 1768)
- 1857 – Johann Jakob Heckel, rakouský zoolog a ichtyolog (* 23. ledna 1790)
- 1860 – Honoré-Charles Reille, francouzský generál (* 1. září 1775)
- 1865 – Anna Pavlovna Ruská, nizozemská královna (* 7. ledna 1795)
- 1875 – Tristan Corbière, francouzský básník (* 1845)
- 1877 – Antoni Norbert Patek, polskošvýcarský hodinář (* 14. června 1811)
- 1884 – Auguste Mestral, francouzský fotograf (* 20. března 1812)
- 1895 – Richard Klemens Metternich, rakouský diplomat (* 7. ledna 1829)
- 1897 – Milan Piroćanac, srbský politik, právník, premiér (* 7. ledna 1837)
- 1909 – Marie Terezie Trani, dcera bavorské vévodkyně Matyldy a hraběte Ludvíka Trani (* 15. ledna 1867)
- 1911 – Jacobus Henricus van 't Hoff, nizozemský chemik (* 1852)
- 1914 – Edwin J. Houston, americký vynálezce (* 9. července 1847)
- 1920 – Josef Trumpeldor, sionista a židovský veterán rusko-japonské války (* 1. prosince 1880)
- 1921 – Nikola I. Petrović-Njegoš, černohorský kníže a král; básník (* 1841)
- 1924 – Luisa Belgická, belgická princezna (* 18. února 1858)
- 1929
  - Ernst Oppler, německý malíř (* 9. září 1867)
  - Vincenzo Gemito, italský sochař a grafik (* 16. července 1852)
- 1934
  - Toros Toramanian, arménský architekt, archeolog a historik architektury (* 18. března 1864)
  - Charles W. Leadbeater, britský duchovní, okultista a spisovatel (* 17. února 1847)
- 1938 – Gabriele d'Annunzio, italský básník (* 12. března 1863)
- 1940 – A. H. Tammsaare, estonský spisovatel, esejista a překladatel (* 30. ledna 1878)
- 1942 – Ferdinand Albín Pax, přírodovědec českého původu (* 26. července 1858)
- 1943 – Alexandre Yersin, francouzsko-švýcarský bakteriolog (* 22. září 1863)
- 1945
  - Eleonora Fugger von Babenhausen, rakouská prominentka a kronikářka rodu Fuggerů (* 4. října 1864)
  - Perec Goldstein, židovský příslušník protinacistického odboje (* 4. července 1923)
- 1950 – Alfred Korzybski, americký filozof (* 3. července 1879)
- 1960 – František Hečko, slovenský spisovatel (* 1905)
- 1974 – Bobby Timmons, americký klavírista (* 19. prosince 1935)
- 1975 – Kurt Bauch, německý historik umění (* 25. listopadu 1897)
- 1976 – Jean Martinon, francouzský skladatel a dirigent (* 10. ledna 1910)
- 1980 – Dixie Dean, anglický fotbalový útočník (* 22. ledna 1907)
- 1982 – Walter Scheel, prezident Západního Německa (* 8. července 1919)
- 1983 – Arthur Koestler, britský spisovatel, filozof a novinář (* 5. září 1905)
- 1984 – Peter Walker, britský automobilový závodník (* 7. září 1912)
- 1986 – Martta Wendelinová, finská ilustrátorka (* 23. listopadu 1893)
- 1997 – Hans Robert Jauß, německý literární teoretik (* 12. prosince 1921)
- 2006 – Reidar Liaklev, norský olympijský vítěz v rychlobruslení (* 15. července 1917)
- 2009 – Ken Henry, americký rychlobruslař, olympijský vítěz (* 7. ledna 1929)
- 2010 – Vladimir Sergejevič Iljušin, sovětský zkušební pilot (* 31. března 1927)
- 2011 – John Michael Lounge, americký astronaut (* 28. června 1946)
- 2012 – Blagoje Adžić, jugoslávský partyzán a politik (* 2. září 1932)
- 2013 – Jim Murray, americký kytarista a hráč na foukací harmoniku (* 30. května 1942)
- 2014 – Alain Resnais, francouzský režisér (* 3. června 1922)
- 2015 – Orrin Keepnews, americký hudební producent (* 2. března 1923)
- 2019
  - Žores Ivanovič Alfjorov, ruský fyzik, nositel Nobelovy ceny (* 15. března 1930)
  - Kevin Roche, americko-irský architekt (* 14. června 1922)
- 2020 – Jack Welch, americký manažer a chemický inženýr (* 19. listopadu 1935)

## Svátky

### Česko
- Bedřich
- Alban, Albín, Alva
- Elvis
- Socialistický kalendář – Zahájení měsíce knihy

### Svět
- Bosna a Hercegovina – Den nezávislosti
- OSN – Den nulové diskriminace
- Světový den „mořských trav“

### Liturgický kalendář
- Starý Římský a Řecký rok začínal v březnu příchodem jara – oslavy Matronalia

## Pranostiky

### Česko
- Svatá Eudokie psa až po uši sněhem zavěje.
- Eudokie příznivá, ale blátivá.

| 1. březen v pražském KlementinuÚdaje jsou platné k 11. 3. 2025. | 1. březen v pražském KlementinuÚdaje jsou platné k 11. 3. 2025. | 1. březen v pražském KlementinuÚdaje jsou platné k 11. 3. 2025. |
| minimum                                                         | denní průměr                                                    | maximum                                                         |
| --------------------------------------------------------------- | --------------------------------------------------------------- | --------------------------------------------------------------- |
| −27,6 °C (1785)                                                 | 2,2 °C (od 1961)                                                | 16,1 °C (1922)                                                  |